# Скьюб
Скьюб (англ. Skewb, от skew cube — искривлённый куб) — шарнирная головоломка. Изобретена английским журналистом Тони Даремом, и первоначально имела название Кубик-пирамидка (Pyraminx Cube). Дуглас Хофстадтер придумал слово Skewb, которое было употреблено впервые в статье журнала Scientific American в июле 1982 года.

## Описание
В отличие от кубика Рубика, в котором вращение происходит c шестью осями параллельно граням кубика, в скьюбе вращение происходит с четырьмя осями параллельно диагоналям куба. Подвижными элементами скьюба являются восемь трехцветных угловых элементов и шесть одноцветных центров квадратной формы. Положение центров в скьюбе не является устойчивым. Несмотря на свою кубическую форму, скьюб имеет больше общего с Пирамидкой, чем с кубиком Рубика. Одно вращение также происходит параллельно угловому элементу и осуществляется на 120 градусов. При каждом вращении скьюба происходит движение четырех угловых элементов и трех центров.

## Способы решения
Благодаря необычному вращению частей, скьюб производит впечатление сложной головоломки, но на самом деле таковой не является. Существуют 3 149 280 различных положений скьюба, что для головоломок такого типа является относительно небольшим числом и компьютер может найти оптимальный алгоритм решения. Из любого положения головоломку можно собрать максимум за 11 ходов, причём 90 из 3 149 280 положений нельзя решить меньше чем за 11 ходов. На практике для сбора головоломки спидкуберы используют только три формулы, две из которых являются интуитивными и нужны для ориентации угловых элементов первого слоя. Третья формула, известная среди спидкуберов как «четверка» или «пиф-паф», используется на втором этапе сборки для ориентации угловых элементов второго слоя и на третьем этапе для перестановки центров.
Можно также собирать иначе. Из-за того, что тетраэдр ― двойственный самому себе многогранник, то пирамидка Джингса является одновременно и вращающейся гранями, и вершинами. Скьюб, который является пирамидкой Джингса в форме куба, устроен таким образом, что каждые из двух сетов 4 углов всегда остаются на месте. Все, что они могут делать, ― лишь менять свою ориентацию. Квадратики ― это те же ребра, как и в пираминксе, но одного цвета и без ориентации. Их, не обращая внимания на оставшиеся 4 уголка, можно поставить четверками к первым четырем углам. Так как 4 угла будут всегда на крестовине, они никогда не встанут на место других четырех. Остальные 4 угла тоже остаются на месте относительно друг друга. Единственное, что возможно, ― это одна ситуация, когда 4 угла надо поменять 2+2. Для этого используются три «четверки». Чтобы ориентировать углы, надо сначала их вывести 3 «четверками», затем повернуть один из них, как нужно, и вторыми 3 «четверками» мы соберем все углы, а на место повернутого угла встанет второй угол, который станет повернутым. Так делается, пока не остается 2 угла. С последними 2 углами проделывается та же операция по перевороту. Один из них ставится на место второго при помощи тройного пиф-пафа, затем в нужную сторону поворачивается. И последние 3 четверки приведут к тому, что последний угол повернется в противоположную сторону, как и надо, и скьюб соберется.
Иначе говоря, скьюб можно собрать как пирамидку, за исключением последних 4 уголков, для которых возможен лишь один вариант перестановки 2+2, который решается тремя четверками. Для ориентации углов надо сначала их вывести тремя четверками, затем развернуть и тремя четверками вернуть обратно.

## Разновидности

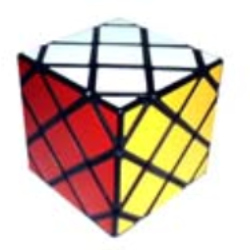
Мастер-скьюб
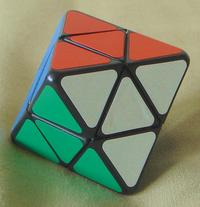
Skewb Diamond
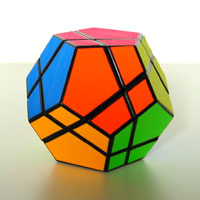
Skewb Ultimate

### Skewb Diamond
Skewb Diamond (скьюб-алмаз) ― версия скьюба в форме октаэдра. Состоит из 14 подвижных частей: 6 угловых и 8 центральных. Скьюб-алмаз был изобретён Уве Меффертом. Все детали головоломки могут двигаться относительно друг друга; при вращении она как бы «делится» на две равные части.
Чтобы определить количество возможных перестановок, нужно учесть некоторые особенности движения скьюба. Положения четырёх центров граней полностью определяются положениями остальных 4 центров, и возможны только чётные перестановки, поэтому количество расположений центров составляет всего 4!/2. Ориентация центра не имеет значения.
Возможны только чётные перестановки угловых частей, поэтому число их возможных комбинаций равно 6!/2. Каждый угол имеет две возможные ориентации (изменить их ориентацию на 90° без разбора головоломки невозможно), но ориентация последнего угла определяется остальными 5. Следовательно, количество возможных ориентаций углов равно 25.
Поэтому количество перестановок у Skewb Diamond равно
{\displaystyle {\frac {4!\times 6!\times 2^{5}}{4}}=138,240.}

### Skewb Ultimate
Skewb Ultimate (Высший скьюб, первоначальное название ― Pyraminx Ball) ― разновидность скьюба в форме додекаэдра. Эта головоломка, как и Skewb Diamond, была изобретена Уве Меффертом. Большинство версий Skewb Ultimate ― шестицветные, то есть противоположные стороны скьюба имеют одинаковый цвет.
Внешне головоломка напоминает мегаминкс с иной формой деталей. Каждая грань состоит из четырёх элементов: двух равных и двух неравных. При вращении скьюб делится пополам. Головоломка имеет восемь трёхцветных угловых частей и шесть четырёхцветных «центральных» частей (они гораздо больше по размеру).
На первый взгляд кажется, что решить Skewb Ultimate намного сложнее, чем другие версии скьюба. Однако с математической точки зрения Skewb Ultimate имеет точно такую же структуру, что и Skewb Diamond. Центральные части Skewb Diamond полностью соответствуют угловым частям Skewb Ultimate, и наоборот. Единственная сложность заключается в том, что угловые части Ultimate сложнее правильно сориентировать.
Определяем количество перестановок головоломки. Так как возможны только чётные перестановки центров, это даёт 6!/2 возможных комбинаций. Каждый центр имеет две возможные ориентации, хотя ориентация последней центральной части определяется положением других частей, что даёт в общей сложности 25 возможных ориентаций.
Положения четырёх угловых элементов зависят от ориентации остальных углов, и возможны только чётные перестановки. Следовательно, количество расположений углов равно 4!/2. Каждый угловой элемент имеет три возможные ориентации, хотя ориентация последнего угла определяется положениями других углов, поэтому число перестановок углов равно 37. Однако ориентация четырех углов плюс положение одного из других углов определяет положение оставшихся трёх деталей, поэтому общее количество возможных комбинаций углов равно {\displaystyle {\frac {4!\times 3^{6}}{2}}}.
Таким образом, число перестановок Skewb Ultimate равно:
{\displaystyle {\frac {6!\times 2^{5}\times 4!\times 3^{6}}{4}}=100,776,960.}